# Bimetalism
Bimetalismul (standardul bimetalic) este un sistem monetar care recunoaște două parități metalice legale. Noul dicționar universal al limbii române oferă următoarea definiție: „Bimetalism este un sistem monetar bazat pe valoarea a două metale-etalon.” 
Din punct de vedere istoric, bimetalismul privea îndeosebi aurul și argintul și se opunea monometalismului, care nu garanta legalitatea decât a unui singur metal. Bimetalismul a fost înlocuit de monometalism prin efectul legii lui Gresham, potrivit căreia „moneda rea o alungă pe cea bună”. Murray Rothbard precizează că, motivul pentru care indivizii preferau folosirea banilor „răi” (adică, argint) era datorat intervenției statului (prin dictat), la stabilirea unei parități ce supraevalua argintul față de aur.

## Istoric
Cresus, regele Lidiei, a hotărât să emită două monede: una din aur pur, alta din argint. 
|  |  |  |
|  |  |  |

Adoptarea progresivă a folosirii monedelor de cetățile Orientului Mijlociu vede stabilirea folosirii monedelor din aur și din argint (sau din argint și din bronz, sistem mai obișnuit, cu o folosire excepțională a aurului).
Monezile naționale introduse în Belgia (1832 d.C.), Elveția (1850) și Italia (1861) s-au bazat pe valuta bimetalică a Franței. Acele țări s-au alăturat Franței prin semnarea unui tratat la 23 decembrie 1865, prin care Uniunea Monetară Latină (UML) a luat ființă. Grecia a aderat și ea la UML în 1868 și aproximativ alte 20 de țări au acceptat criteriile uniunii. UML-ul a adoptat bimetalismul prin permiterea schimbării nelimitată și gratuită a monezilor din aur și din argint la rata de schimb de 15,5 la 1 utilizată în Franța, dar a început să renunțe la bimetalism sub forma îngăduirii de emiteri limitate de valute de valoare scăzută a monezilor din argint, bătute la un standard scăzut, pentru contabilitate guvernamentală. Surplusul de argint a generat UML-ul să înfrâneze schimbul liber de monezi de argint în 1874 și l-a oprit în 1878, prin asta punând capăt definitiv bimetalismului în favoarea etalonului de aur.